# Джеймс Фрімен (плавець)
Джеймс Фрімен (28 березня 2001) — ботсванський плавець.
Учасник Олімпійських Ігор 2020 року.